# Belhaven Brewing
Belhaven Brewing Co Ltd, är ett bryggeri i Dunbar, East Lothian, Storbritannien, och ägs av Greene King plc. Bryggeriet invigdes 1719, men är förmodligen betydligt äldre än så.

## Exempel på varumärken
- St Andrew's Ale
- 60/-Ale
- Sandy Hunter's Traditional Ale